# Morinda scortechinii
Morinda scortechinii är en måreväxtart som först beskrevs av George King och James Sykes Gamble, och fick sitt nu gällande namn av Henry Nicholas Ridley. Morinda scortechinii ingår i släktet Morinda och familjen måreväxter. Inga underarter finns listade i Catalogue of Life.